# Nykøbing F. Travbane
Nykøbing F. Travbane eller Car-Center Racetrack (tidligere Lolland Falsters Væddeløbsbane a.m.b.a.) er en travbane lidt syd for Nykøbing Falster, der blev grundlagt i 1966.
I 2014 blev banen truet af lukning, da Folketinget besluttede at hestesporten skulle have en mindre del af tipsmidlerne.

## Historie
Nykøbing F. Travbane blev etableret i efteråret 1966, da lokale forretningsmænd i samarbejde med kommunen fik etableret en travbane under navnet Lolland Falsters Væddeløbsbane a.m.b.a.. Til at begynde med havde organisationen svært ved at løbe rundt økomonisk, og der var problemer med at skaffe heste og betale regninger. Først da banen blev et aktieselskab under navnet Nykøbing F. Travbane A/S blev der skabt finansiel stabilitet.
Den første derbysejr til Nykøbing F. Travbane kom i 1972, hvor Harald Lund med hingsten Osman Bogø vandt derbyet. Lund var mestertræner på travbanen og fik tilnavnet Kong Harald, og i 1979 vandt han Dansk Trav Kriterium med hesten Captain Bogø. Lund vand i alt 20 championater på banen og nåede at blive kåret som årets landschampion fem gange. Han døde i 1997 i stalden med sin hest kort efter et løb, hvor han netop havde vundet. Hans dødsdag blev markeret med et mindeløb, som siden er blevet en tradition, der afholdes under navnet Harald Lunds Mindeløb hvert år i juli og er årets største løbsdag.
I maj måned 2014 kom det frem at travbanen skulle lukke som følge økonomiske vanskeligheder idet driftsstøtten blev fjernet. Sammen med Billund Trav var den lukningstruet, efter Folketinget havde valgt at omfordele Tipsmidler, hvor travsportens tipsmidler ville blive reduceret med 15 mio. kr. i støtte i 2015. og yderligere 5 mio. kr. i det følgende tre år. Nykøbing F. Trav stod til at miste 3 mio. kr. i støtte i 2015. Billund og Nykøbing var valgt, fordi det var områder, hvor der ikke boede så mange mennesker. Både Guldborgsund Kommunes borgmester John Brædder og Billund Kommunes borgmester Ib Kristensen opfordrede Hestesportens Finansieringsforbund om at genovervejer beslutningen, da de mente travbanerne var vigtige for lokalsamfundet ved at tiltrække ressourcestærke familier og til gavn for økonomien i form af turisme. Begge travbaner fik frem til september til at finde alternative finansieringer. I august havde man fundet 550.000 kr. i besparelser.
Den 7. november blev der arrangeret en demonstration foran Christiansborg, hvilket var samme dag, hvor Folketinget skulle førstebehandle lovforslaget som reducerer støtten til hestesporten. Omkring 500 mødte op, heraf kom knap hundrede fra Nykøbing F. Trav.